# Służby specjalne (serial telewizyjny)
Służby specjalne – polski serial kryminalny w reżyserii Patryka Vegi, emitowany w TVP2 od 1 marca 2015 do 29 marca 2015.

## Opis fabuły
WSI zostaje zlikwidowane. Zamiast tego stworzono nową jednostkę do zadań specjalnych. W tajnej jednostce miejsce znajdują m.in.: podporucznik Aleksandra Lach, która została wyrzucona z ABW, kapitan Janusz Cerat, był żołnierz, a także pułkownik Marian Bońka, który wcześniej pracował w SB.

## Obsada
- Olga Bołądź – podporucznik Aleksandra Lach „Białko”
- Janusz Chabior – pułkownik Marian Bońka
- Wojciech Zieliński – kapitan Janusz Cerat
- Wojciech Machnicki – generał brygady Romuald Światło
- Andrzej Grabowski – przeor zakonu
- Eryk Lubos – Rafun
- Kamilla Baar – Joanna, żona Cerata
- Beata Kawka – dyrektor departamentu ABW
- Agata Kulesza – Anna Czerwonko, lekarz onkolog

i inni.